# تمرد الكورنيش عام 1497

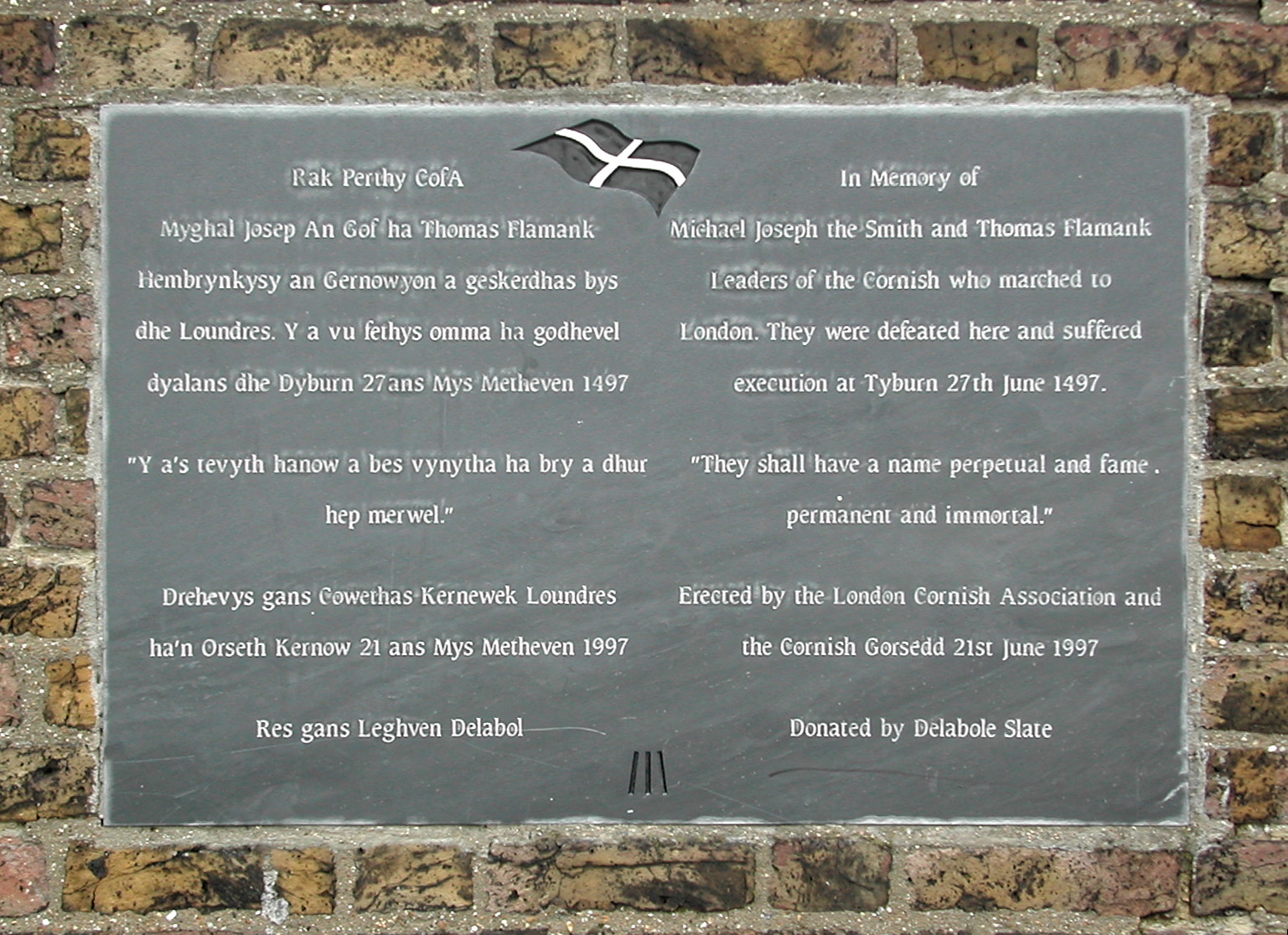
أسماء المتمردين

تمرد الكورنيش عام 1497، ويعرف أيضًا باسم تمرد الكورنيش الأول، انتفاضة شعبية بدأت في مقاطعة كورنوال جنوب غرب إنجلترا وبلغت ذروتها في معركة جسر ديبتفورد بالقرب من لندن في 17 يونيو 1497.
تألف جيش المتمردين بشكل أساسي من الكورنيون (مجموعة عرقية بريطانية)، على الرغم من أنه تلقى الدعم أيضًا من ديفون وسومرست ومقاطعات إنجليزية أخرى. كان السبب الرئيسي للتمرد زيادة الملك هنري السابع ضرائب الحرب لتمويل حملته ضد اسكتلندا. عانت مقاطعة كورنوال بشكل خاص لأن الملك كان قد أوقف مؤخرًا الدعم الحكومي لصناعة تعدين القصدير في المقاطعة.
كانت النتيجة المباشرة للتمرد هزيمة عسكرية ساحقة للمتمردين، وإعدام قادتهم أو اعتقالهم وربما يكون هذا التمرد قد دفع بيركين وربيك - الذي ثار ضد حكم هنري السابع - إلى اختيار مقاطعة كورنوال كقاعدة لتمرده في وقت لاحق من ذلك العام، والذي عرف بتمرد الكورنيش الثاني. عاد الملك هنري السابع بعد 11 عامًا من التمرد لينظر في شكاوى مقاطعة كورنيل وسمح لسكانها باستئناف تعدين القصدير بشكل قانوني مع إعطائهم قدرًا من الاستقلالية.

## خلفية
أدت سلسلة من الإجراءات التي اتخذها الملك هنري السابع في أواخر عام 1496 وأوائل عام 1497 إلى زيادة المصاعب المباشرة على رعاياه خاصة في مقاطعة كورنوال.
حدثت خلافات بشأن القوانين الجديدة لصناعة تعدين القصدير في عام 1496، فأوقف الملك تشغيل وامتيازات مؤسسة كورنيش ستاناري التي كانت تشكل جزءً كبيرًا من اقتصاد المقاطعة. كانت امتيازات هذه الشركة والتي تضمنت إعفاءً من بعض الضرائب الملكية والمحلية من قبل الملك إدوارد الأول في عام 1305. تعرض هنري السابع للتهديد في عام 1496 من غزو من قبل الملك الإسكتلندي والثائر بيركين واربيك، وفرض سلسلة غير عادية من الضرائب المالية على رعاياه، شملت: قرضًا إجباريًا في أواخر عام 1496، وضريبة في أوائل عام 1497. وقعت أعباء هذه الضرائب بشكل خاص على مقاطعة كورنوال مقارنة ببقية المقاطعات، لا سيما من خلال التحصيل القسري الإجباري للضرائب.

## التمرد

### البدايات في كورنوال
بدأت أولى حركات الاحتجاج في أبرشية سانت كيفيرن في شبه جزيرة ليزارد، إذ كان هناك بالفعل استياء من تصرفات السير جون أوبي جابي الضرائب في تلك المنطقة، وكرد فعل على ضريبة الملك هنري حرَّض مايكل جوزيف (حداد من سانت كيفيرن) وتوماس فلامانك (محامي بودمين) العديد من سكان كورنوال على التمرد المسلح. أعلن فلامانك هدف التمرد على أنه إسقاط مندوبي الملك الذين يعتبرون مسؤولين عن سياساته الضريبية: الكاردينال جون مورتون (مستشار الملك) والسير ريغينالد براي (مستشار دوقية لانكستر). أظهرت هذه المطالب أن الانتفاضة لم تكن خيانة أو انتفاضة ضد شخص الملك، وإنما تحمل مطالبًا محقة. كان من بين الثوار نائبان سابقان على الأقل، فلامانك (النائب عن بودمين في عام 1492) وويليام أنترون (النائب عن هيلستون في 1491).

### الزحف إلى لندن
زحف جيش المتمردين الذي يبلغ قوامه حوالي 15000 جندي إلى مقاطعة ديفون، وهناك حصل على بعض الدعم بالمؤن والرجال، لكن دعم التمرد في ديفون كان أقل بكثير من كورنوال لأن المسؤولين في تلك المقاطعة وافقوا على قوانين الملك الجديدة في عام 1494، وتجنبوا العقوبات المفروضة على نظرائهم في كورنوال.
دخل جيش المتمردين مقاطعة سومرست، وقتلوا مسؤول الضرائب هناك، ثم انتقلوا إلى ويلز، وانضم إليهم البارون جيمس توشيت. استقبل المتمردون خبر انضمام البارون بكل سعادة لأنه من طبقة النبلاء ذوي الخبرة العسكرية، ورحبوا به كقائد لجيشهم، ثم واصلوا زحفهم نحو لندن.